# Керон
Керо́н (фр. Cairon) — коммуна во Франции, находится в регионе Нижняя Нормандия. Департамент коммуны — Кальвадос. Входит в состав кантона Крёлли. Округ коммуны — Кан.
Код INSEE коммуны — 14123.

## Население
Население коммуны на 2010 год составляло 1616 человек.
| 1962 | 1968 | 1975 | 1982 | 1990 | 1999 | 2010 |
| ---- | ---- | ---- | ---- | ---- | ---- | ---- |
| 409  | 480  | 664  | 809  | 1098 | 1585 | 1616 |

## Экономика
В 2010 году среди 1156 человек трудоспособного возраста (15—64 лет) 822 были экономически активными, 334 — неактивными (показатель активности — 71,1 %, в 1999 году было 74,8 %). Из 822 активных жителей работали 786 человек (396 мужчин и 390 женщин), безработных было 36 (13 мужчин и 23 женщины). Среди 334 неактивных 178 человек были учениками или студентами, 113 — пенсионерами, 43 были неактивными по другим причинам.